# Полусимметричный граф

Граф Фолкмана, наименьший полусимметричный граф.

Полусимметричный граф — неориентированный рёберно-транзитивный регулярный граф, не являющийся вершинно-транзитивным. Другими словами, граф полусимметричен, если каждая вершина имеет одно и то же число инцидентных рёбер и для каждой пары рёбер существует симметрия, переводящая одно ребро в другое, однако есть некоторая пара вершин, для которой нет симметрии, переводящей одну вершину в другую.

## Свойства
Полусимметричный граф должен быть двудольным, а его группа автоморфизмов должна действовать транзитивно на каждой из двух долей вершин двудольного графа. Например, в показанном на диаграмме графе Фолкмана зелёные вершины нельзя отобразить в красные каким-либо автоморфизмом, но любые две вершины одного цвета симметричны относительно друг друга.

## История
Полусимметричные графы первым изучал Даубер, студент Фрэнка Харари, в ныне недоступной статье с названием «On line- but not point-symmetric graphs» (О рёберно-, но не вершинно-симметричных графах). Статью увидел Джон Фолкман, статья которого, опубликованная в 1967, включала наименьший полусимметричный граф, известный ныне как Граф Фолкмана, с 20 вершинами.
Термин «полусимметричный» первым использовали Клин, Лаури и Зив-Ав в статье, которую они опубликовали в 1978.

## Кубические графы
Наименьший кубический полусимметричный граф (то есть граф, в котором каждая вершина инцидентна в точности трём рёбрам) является граф Грея с 54 вершинами. Первым обнаружил, что граф полусимметричен, Боувер. То, что граф наименьший среди кубических полусимметричных графов, доказали Марушич и Малнич.
Все кубические полусимметричные графы вплоть до 768 вершин известны.
Согласно Кондеру, Малничу, Марушичу и Поточнику четырьмя наименьшими кубическими полусимметричными графами после графа Грея являются граф Иванова — Иофиновой с 110 вершинами, граф Любляны со 112 вершинами, граф со 120 вершинами и обхватом 8 и 12-клетка Татта.